# Hesso de Bade-Bade
Hesso de Bade-Bade (Hesso von Baden-Baden) (* 1268 - † 1297) fut co-margrave de Bade-Bade de 1288 à 1297 (avec Rodolphe II de Bade-Bade, Rodolphe III de Bade-Bade et Hermann VII de Bade-Bade, ses frères).

## Biographie
Hesso de Bade-Bade appartint à la première branche de la Maison de Bade, elle-même issue de la première branche de la maison de Zähringen. Il est le fils de Rodolphe Ier de Bade-Bade et de Cunégonde d'Eberstein (née en 1230 - † 1290).
Hesso de Bade-Bade épousa Claire de Klingen (fille de Walter de Klingen). Un enfant est né de cette union :
- Hermann VIII de Bade-Pforzheim (* ? - † 1353), co-margrave de Bade-Pforzheim de 1291 à 1300

Veuf, Hesso de Bade-Bade épousa Irmengarde de Wurtemberg (fille d'Ulrich Ier de Wurtemberg, Maison de Wurtemberg).
De nouveau veuf, il épousa Adélaïde de Rieneck (* ? - † 1299), fille du duc Gerhard IV de Rieneck. Un enfant est né de cette union :
- Rodolphe-Hesso de Bade-Bade (* - † 1335), co-margrave de Bade-Bade de 1297 à 1332, margrave de Bade-Bade de 1332 à 1335

## Sources
- Anthony Stokvis, Manuel d'histoire, de généalogie et de chronologie de tous les États du globe, depuis les temps les plus reculés jusqu'à nos jours, préf. H. F. Wijnman, Israël, 1966, Chapitre VIII. « Généalogie de la Maison de Bade, I. » tableau généalogique no 105.
- Jiří Louda & Michael Maclagan, Les Dynasties d'Europe, Bordas, Paris 1981  (ISBN 2040128735) « Bade Aperçu général  », Tableau 106 & p. 210.